# 電磁門扣
電磁門扣是一種建築物內部安全裝置，平日用作固定打開的門，遇上火災是則會協助把門自動關上，防止火勢和煙霧蔓延。
電磁門扣一般用於人流較多的場所，如醫院、旅館、百貨公司等。

## 運作原理
電磁門扣的主要元件是一個由線圈組成的電磁鐵，一般會安裝在牆壁（外露或嵌入式）或地板上。線圈一般由消防電力系統供電，平日利用產生的磁場吸住安裝了金屬板的門。火災（觸動火警鐘）時，系統會自動斷電，讓門扣失去磁場，失去吸力的門則會自動關上。